# Foc i lloc
El foc i lloc és un impost andorrà de caràcter comunal o local, és a dir establert pels comuns, que es fa per raó de la casa com a lloc de residència. Es tracta d'un impost que paguen tots els resident a Andorra que tinguin entre 18 i 65 anys, per tenir una residència principal en la parròquia d'Andorra on estan censats. Cada comú estableix l'import de l'impost, havent-hi diferències entre parròquies. La parròquia més cara és la de Canillo, uns 105 euros anuals, mentre que la més barata és la Massana amb 39 euros per any.
Es tracta d'un impost tradicional, com el tribut de l'estrany, que actualment és regulat per la Llei qualificada de delimitació de competències dels comuns del 4 de novembre del 1993 que delimita les competències dels comuns i per l'article 29 de la Llei de finances comunal d'Andorra.
| «                                                     | L'impost tradicional del foc i lloc grava el fet de residir en el territori d'una parròquia. El fet generador d'aquest impost és la residència principal de la persona física, entenent per dita residència el lloc on es troba censada la persona el primer dia de l'any natural, o el dia de la primera inscripció al cens comunal (per a les persones que provenen d'altres països). L'obligat tributari és la persona física censada en el territori de la parròquia, d'edat compresa entre els 18 i els 65 anys. | » |
| — Article 29 de la Llei de finances comunal d'Andorra | |   |

Se'l considera l'equivalent andorrà a l'impost de la contribució a Catalunya, però aquest anomenat oficialment Impost sobre els Béns Immobles, tributa els béns immobles i no la residència de les persones físiques.